# Département de Wompou
Le département de Wompou est l'un des quatre départements, appelés officiellement moughataas, de la région de Guidimakha, dans le sud de la Mauritanie. Wompou en est le chef-lieu.

## Histoire
Le 8 septembre 2021, le gouvernement mauritanien a adopté un projet de décret donnant lieu à la création de six nouvelles moughataas à travers le pays, dont celle de Wompou. L'arrondissement de Wompou, dans le département de Sélibabi, devient une moughataa à part entière. La création de cette moughataa est très appréciée par les habitants et administrations locales.

## Géographie
Le département est délimité au nord par le département de M'Bout, à l'est par le département de Sélibabi, au sud-est par le département de Ghabou, au sud-ouest par le fleuve Sénégal, qui fait la frontière avec le Sénégal, à l'ouest par le département de Maghama.
Il s'étend sur 2 185 km2 et est composé des trois communes les plus à l'ouest de la région : Ajar, Arr et Wompou.

## Démographie
Même si le département n'existait pas lors du recensement de 2013, sa population peut être estimée en additionnant les populations de chaque commune, donnant un total de 44 692 habitants. 

## Liste des communes
Le département de Wompou est constitué de trois communes :
- Ajar
- Arr
- Wompou